# إيزيس بوغسون
إيزيس بوغسون (المولودة باسم إليزابيث إيزيس بوغسون، في 28 سبتمبر 1852 – وتوفيت في 14 مايو عام 1945) كانت عالمة فلك وعالمة أرصاد جوية بريطانية.

## السيرة الذاتية

### النشأة
ولدت بوغسون في أكسفورد بإنجلترا، وهي الابنة الأكبر لنورمان بوغسون من زواجه الأول بإليزابيث جين أمبروز (المتوفية في عام 1869). أطلق عليها تلك التسمية تيمنًا بنهر إيزيس المتفرع من نهر التمز الذي يجري عبر أكسفورد.

### عالم فلك مساعد
كان نورمان بوغسون مساعدًا في مرصد رادكليفي وبعد ذلك في مرصد هارتويل. اكتشف كويكب إيزيس 42 في 23 مايو عام 1856، وعلى ذلك نال جائزة لالاند. سمى الكويكب الأستاذ مانويل جون جونسون، مدير مرصد رادكليفي، احتفالًا بابنة بوغسون إيزيس، وربما يكون أيضًا إشارة إلى نهر إيزيس.
عندما أصبح والدها مديرًا لمرصد مادراس في مادراس بالهند، في أكتوبر من عام 1860، سافر إلى وظيفته الجديدة مع زوجته وثلاثة من أصل إحدى عشر من أطفاله منهم إيزيس. ماتت زوجته في عام 1869، ونتيجة لذلك اعتمد الوالد على إيزيس لترعاه وترعى إخوتها. عملت إيزيس في الهند كمساعدة لوالدها. ونالت وظيفة حاسوب بشريفي المرصد في عام 1873 بأجر 150 روبية، وهو ما يعادل أجر طباخ[5]، عملت إيزيس هناك لمدة 25 عامًا حتى تقاعدت بمعاش 250 روبية في عام 1898، عندما أُغلق المرصد. عملت كعالمة أرصاد ومراسلة للحكومة في مادراس منذ 1881.

### زمالةالجمعية الفلكية الملكية
كانت بوغسون السيدة الأولى التي تحاول أن تنتخب كزميلة للجمعية الفلكية الملكية، حيث وقعت تسميتها (بدون نجاح) من قبل والدها في عام 1886. بالرغم من انتخاب الجمعية لعدد قليل من النساء كعضوات شرفيات، حتى ذلك الوقت كان كل الأعضاء من الرجال. سُحب ترشيحها عندما قال المدعون أن عضوية النساء في الجمعية غير قانونية بناءً على ميثاق الجمعية الذي يعود تاريخه إلى 1831، الذي يشير إلى الزمالة بضمير «هو» فقط. لكنها سميت بنجاح من الأستاذ في أكسفورد هـ. هـ. تيرنر، بعد خمس سنوات من فتح الجمعية بابها للنساء.

## الحياة الشخصية
بعد التقاعد من علم الفلك، تزوجت من هربرت كليمنت كينت، قبطان في البحرية التجارية، في 17 أغسطس من عام 1902 في ريد هيل، كوينلاند، أستراليا. عاد الزوجان إلى إنجلترا، ليعيشا فيبورنموث ثم في لندن. مات بوغسون في كرويدون.